# Rodrigo Gral
Rodrigo Gral (Chapecó, 21 de fevereiro de 1977) é um ex-futebolista brasileiro que atuava como atacante. Atualmente é diretor para a área internacional do Portimonense.

## Carreira
Jogou futebol de salão pelo time da AABB de Caxambu do Sul e disputou os Joguinhos Abertos por Chapecó, onde foi um dos melhores da competição e observado por um olheiro do Internacional. Chegou ao infantil do Inter, quando migrou para o Grêmio.
Foi promovido ao time principal do Grêmio por Felipão, em 1995, com apenas 16 anos. Até 1997, era pouco utilizado no clube.
Em 1998, foi jogar no Juventude, onde se sagrou campeão da Copa do Brasil.
No ano de 1999, retornou ao Grêmio, saindo em novembro do ano seguinte para jogar no Flamengo, onde ficou até maio de 2001. Marcado por lesões, fez somente três jogos e um gol marcado em partida não oficial. Após sua passagem pelo clube carioca, retornou mais uma vez ao Grêmio.
No Brasil, ainda jogou pelo Sport Recife, em 2001, indo para o futebol japonês no ano seguinte.
Em 2002, começou a jogar no Japão, onde fez carreira. Lá, jogou pelo Jubilo Iwata, Yokohama Marinos e Omiya Ardija.
Em 2007, foi jogar no futebol do Catar, atuando pelo Al-Khor SC e Al-Sadd SC.

### Bahia
Retornou ao Brasil no início de 2010 para jogar no Bahia. No Tricolor, ganhou destaque ao começar a fazer muitos gols, se tornando o goleador do time. A torcida, carinhosamente o apelidou, então, de Lobo Gral. Na temporada 2010, Rodrigo fez 18 gols, e foi o artilheiro da equipe Tricolor no ano.

### Santa Cruz
Em 15 de fevereiro de 2011, foi apresentado oficialmente como jogador do Santa Cruz Futebol Clube, assinando contrato até o final do ano.

### Chapecoense
Em agosto de 2012, Rodrigo Gral acertou com a Chapecoense, clube de coração desde a infância. Gral, que nasceu em Chapecó, sempre teve o sonho de jogar na Chapecoense e por isso escolheu dentre outros clubes jogar ai. Gral foi apresentado e disse que queria encerrar a carreira na Chapecoense. Um dos seus objetivos com a camisa do Verdão era completar seu 500º gol na carreira vestindo essa camisa.
Seu primeiro jogo foi em 21 de agosto, no empate por 2 a 2 com o time Sub-23 do Atlético-PR, onde ele marcou o 2º gol do jogo. Sua estreia em jogos oficiais foi somente no dia 15 de setembro, na vitória por 4 a 0 diante do Caxias, na Arena Condá, pela Série C, onde ele participou dos dois primeiros gols. Seu primeiro gol foi na vitória por 3 a 1, contra o Duque de Caxias, onde ele fez o gol de abertura do jogo aos 6 minutos de cabeça após o cruzamento de Neném.E ajudou a equipe a conquistar o acesso da série B.

#### 500º gol
Rodrigo Gral fez o seu 500º gol no dia 27 de outubro de 2012, no jogo contra o Tupi, onde a Chapecoense venceu por 5 a 0 e se classificou para as quartas de final da Série C. O gol foi marcado aos 17 minutos do 2º tempo, após driblar dois zagueiros e chutar no canto. Durante a comemoração, Rodrigo se emocionou muito e depois beijou o escudo da Chapecoense em frente a torcida.

#### Sucesso
Em 2013, conquistou o título do turno do estadual como artilheiro com sete gols e entrou na Seleção do primeiro turno da competição como melhor atacante ao lado de Kim, do Joinville. A Chapecoense renovou seu contrato até o fim da temporada.

### Saída da Chapecoense e título no Juventus-SC
No ano de 2014, Rodrigo tinha contrato até o fim da temporada pela Chapecoense, porém, devido a lesões, o jogador e o clube assinaram um acerto em agosto. Pelo clube, fez 24 gols em 51 jogos, entre oficiais e amistosos.
Rodrigo Gral chegou a receber propostas de times da segunda divisão brasileira e do exterior porém ele decidiu assinar com o Juventus de Seara, time que participava da terceira divisão do Campeonato Catarinense. A contratação ocorreu graças ao investimento do presidente do clube André Schumann que disponibilizou a verba para o salário do jogador. Pode-se afirmar também que a escolha de Rodrigo deve-se a proximidade das cidades, já que a distancia entre as cidades de Seara e Chapecó é de apenas 45 km, pois Rodrigo tinha família e amigos na cidade de Chapecó, e além disso ele é torcedor da Chapecoense. Rodrigo também defendeu a AABB, junto com o Eka, que hoje joga no futebol espanhol. A mãe de Rodrigo era cabeleireira no bairro Presidente Médici, em Chapecó, SC.
Liderou a campanha do Juventus de Seara na conquista de título, onde foi o artilheiro da Série C estadual com 10 gols.

### Concórdia
Depois de defender o Gama no início da temporada, em maio de 2015, acertou com o Concórdia AC para disputar a Série B do Catarinense.

### Operário FC
No início de 2016, chegou ao Operário FC-MS para a disputa do Campeonato Sul-Mato-Grossense. Em 2016, o camisa 77 fez 14 jogos no Campeonato Sul-Mato-Grossense e fez cinco gols, tornando-se o artilheiro da equipe na temporada.
No segundo semestre, atuou pelo FC Djursland, um pequeno clube da Dinamarca, onde atingiu a marca de 600 gols na carreira.
Acertou seu retorno ao Operário para a temporada 2017.

### EC Igrejinha
Em 24 de maio de 2017, o presidente do Esporte Clube Igrejinha, Ademir Stein anunciou a contratação do atacante para a disputa da Segunda Divisão do futebol gaúcho.

### Operário FC
Em dezembro de 2017, Rodrigo Gral se apresentou novamente para jogar pelo time do Operário Futebol Clube, para disputa da temporada de 2018. Jogou a Copa Verde e o Campeonato Estadual, onde conquistou como Capitão o Décimo primeiro Título Estadual do clube, tirando ele de uma fila de quase 21 anos sem título. Além dessa conquista estadual, ainda garantiu o retorno do Operário F.C para voltar a competir na Copa Verde e Copa do Brasil, e garantiu a vaga para a Série D do Campeonato Brasileiro de Futebol de 2019. Gral defendeu as cores do Galo nas temporada de 2016 e 2017 onde ficou com o 3º lugar no estadual e agora encerra a carreira com outro título. Rodrigo Gral se torna o novo ídolo dos torcedores e deixa seu nome gravado na história do Operário Futebol Clube.

### Aposentadoria
Em abril de 2018, após o título com o Operário Futebol Clube, Rodrigo Gral se aposentou aos 41 anos.

## Títulos
Grêmio
- Campeonato Gaúcho: 1995, 1996, 1999
- Recopa Sul-Americana: 1996
- Campeonato Brasileiro: 1996
- Copa do Brasil: 1997
- Copa Sul: 1999

Juventude
- Campeonato Gaúcho: 1998
- Campeonato do Interior: 1998

Flamengo
- Campeonato Carioca: 2001
- Taça Guanabara: 2001

Júbilo Iwata
- Campeão da J. League: 2002
- Campeão da Copa do Imperador: 2003

Al-Khor SC
- Copa dos Campeões do Golfo: 2008

Santa Cruz
- Campeão Pernambucano: 2011

Juventus de Seara
- Campeonato Catarinense - Série C: 2014

Gama
- Campeonato Brasiliense de Futebol: 2015

Operário
- Campeão Sul-Mato-Grossense: 2018